# Rienk Onsman
Rienk Onsman (* 2. November 1943; † 10. März 2011) war ein niederländischer Fußballspieler.
Onsman wurde mit zehn Jahren Mitglied der Leeuwarder VV Friesland. Von dem Amateurklub wechselte er 1965 zum Zweitligaaufsteiger SC Cambuur-Leeuwarden, für den er in den 1960er und 1970er Jahren in der Eerste Divisie aktiv war. Gemeinsam mit Sietze Visser bildete der Abwehrspieler das Herzstück der Cambuur-Verteidigung; Pier Alma, Johan Derksen und Johan Zuidema waren unter seinen Mannschaftskameraden. Seine letzten drei Saisons bei Cambuur war Leo Beenhakker sein Trainer. In zehn Spielzeiten kam Onsman auf 276 Ligaeinsätze, in denen er fünf Tore erzielte.
1975 kehrte er zur LVV Friesland zurück, mit der er gleich in seinem ersten Jahr in die Hoofdklasse aufstieg. Auch lange nach seiner Zeit in der ersten Mannschaft spielte er noch im Seniorenteam des Klubs; sein letztes Match absolvierte er am 26. Mai 2010. Daneben arbeitete er als Jugendtrainer, Archivar und zwölf Jahre lang als Vorstandsmitglied seines Vereins. Anlässlich des 100-jährigen Vereinsbestehens wurde er zum Ehrenmitglied ernannt.